# Île de la Chappe
L'île de la Chappe est une île de la Marne, en France appartenant administrativement à Mareuil-lès-Meaux.

## Description
Elle s'étend sur un peu plus de 200 m de longueur pour une largeur d'une cinquantaine de mètres. 